# Marian Fuks

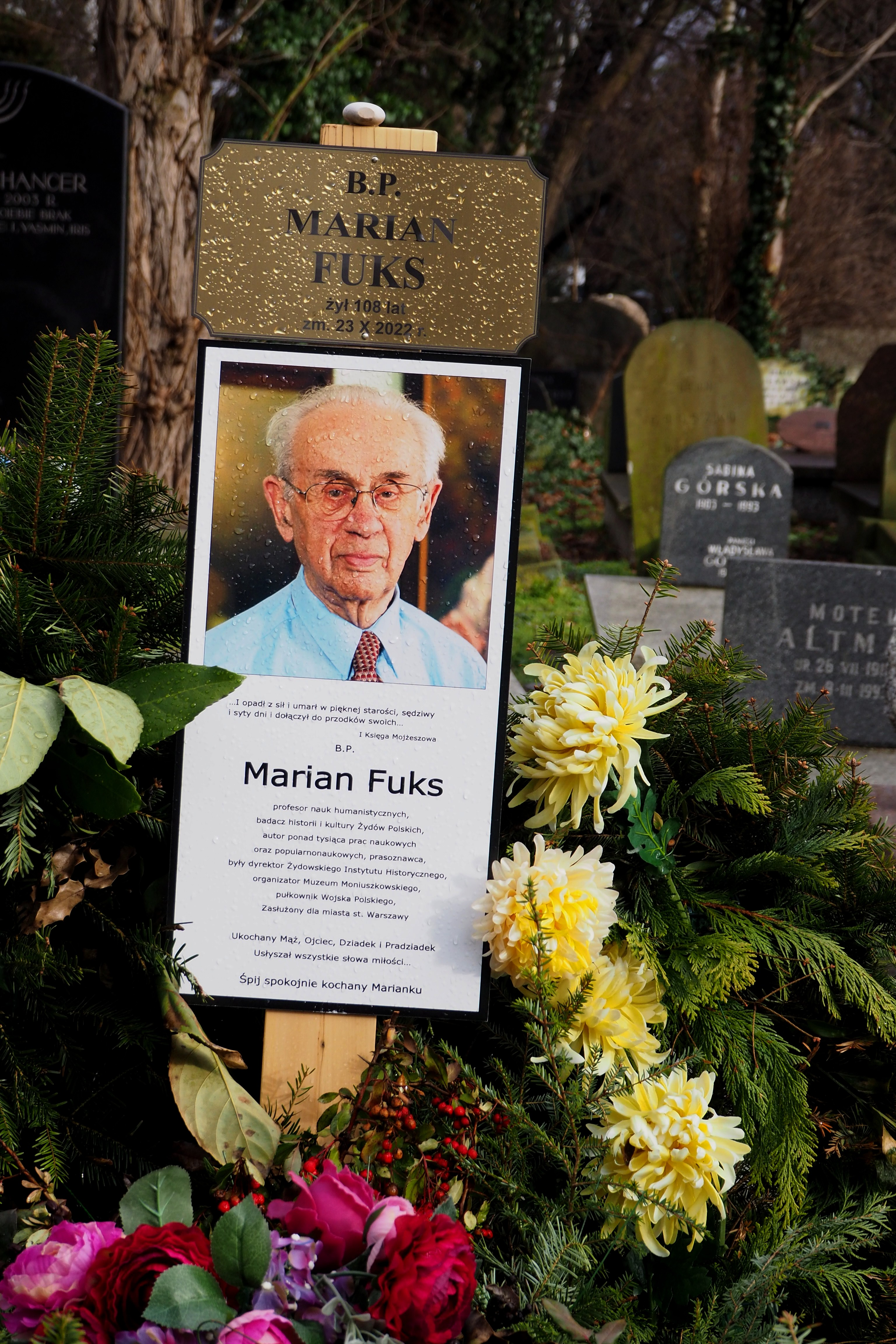
Grab von Marian Fuks (2023)

Marian Fuks (geboren 28. September 1914 in Płońsk, Russisches Kaiserreich; gestorben 23. Oktober 2022 in Warschau) war ein polnischer Berufssoldat und Historiker.

## Leben
Marian Fuks absolvierte zunächst eine Ausbildung zum Journalisten. Er wurde im September 1939 mobilisiert und geriet bei der sowjetischen Besetzung Ostpolens in sowjetische Kriegsgefangenschaft. Er wurde 1941 in der Folge des Sikorski-Maiski-Abkommens freigelassen und kämpfte in einer Panzerbrigade. Bei den Kämpfen um Danzig wurde er verletzt. Fuks blieb nach Kriegsende Berufssoldat, wurde zum Oberst befördert und 1967 in den Reservistenruhestand entlassen.
Nach dem Krieg studierte er Geschichte an der Universität Warschau und wurde mit einer Dissertation über polnische Militärzeitschriften nach dem Ersten Weltkrieg promoviert. 1968 wurde er wissenschaftlicher Mitarbeiter am Jüdischen Historischen Institut in Warschau. 1968–1969 und 1971–1973 war er dessen Direktor und 20 Jahre lang Herausgeber der Vierteljahreszeitschrift Biuletyn ŻIH. 1978 habilitierte er mit einer Arbeit über die jüdische Presse in Warschau in der Zeit von 1823 bis 1939. Im Jahr 1993 erhielt er den Professorentitel.
Fuks forschte zur Geschichte der Juden in Polen.

## Schriften (Auswahl)

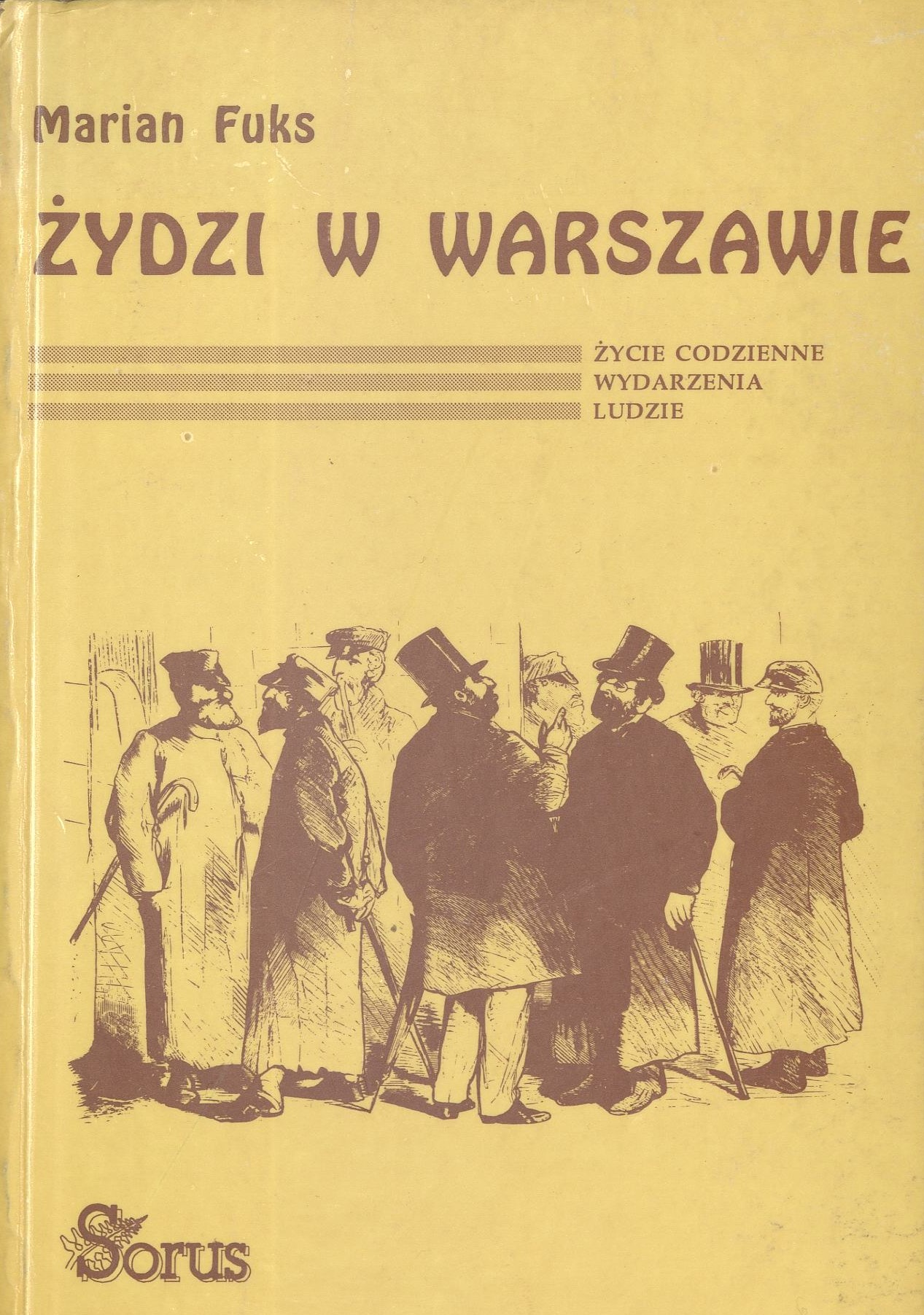
Żydzi w Warszawie (1992)

- Z diariusza muzycznego, t. 1, 1977
- Prasa żydowska w Warszawie 1823–1939. Warschau: Państwowe Wyd. Naukowe, 1979
- Z diariusza muzycznego, t. 2, 1981
- Żydzi polscy : dzieje i kultura. Warschau : Interpress, 1982
- Marian Fuks, Zygmunt Hoffmann, Maurycy Horn, Jerzy Tomaszewski: Polnische Juden. Geschichte und Kultur. Übersetzung Dorota Matejak, Barbara Ostrowska. Warschau : Interpress, 1982
- (Hrsg.): Adama Czerniakowa dziennik getta warszawskiego : 6. IX. 1939–23. VII. 1942. Vorwort Israel Gutman. Staatlicher Wissenschaftsverlag, Warschau 1983.
- Das Problem der Judenräte und Adam Czerniaks Anständigkeit. In: Stefi Jersch-Wenzel: Deutsche – Polen – Juden. Ihre Beziehungen von den Anfängen bis ins 20. Jahrhundert. Colloquium-Verlag, Berlin 1987, ISBN 3-7678-0694-0, S. 229–239
- Muzyka Ocalona – Judaica Polskie. Warschau: Wydawnictwa Radia I telewizji, 1989
- Żydzi w Warszawie – Życie codzienne. Poznań : Sorus, 1992
- Pan sobie żarty stroisz : humor Żydów polskich z lat 1918–1939. Poznań : Sorus, 1993
- Wielcy i sławni – pochodzenia żydowskiego, 1998
- Z dziejów wielkiej katastrofy narodu żydowskiego, 1999
- Żydzi w Polsce – Dawniej i dziś, 2000
- Księga sławnych muzyków pochodzenia żydowskiego, 2003
- Mój wiek XX. Szkice do memuarów, 2009